# Vigneux-sur-Seine
Vigneux-sur-Seine – miejscowość i gmina we Francji, w regionie Île-de-France, w departamencie Essonne.
Według danych na rok 1990 gminę zamieszkiwały 25 203 osoby, a gęstość zaludnienia wynosiła 2874 osób/km² (wśród 1287 gmin regionu Île-de-France Vigneux-sur-Seine plasuje się na 107. miejscu pod względem liczby ludności, natomiast pod względem powierzchni na miejscu 437.).